# Jana Fernández
Jana Fernández (Martorell, 18 februari  2002) is een voetbalspeelster uit Spanje. Ze speelt als verdediger voor London City Lionesses in de Super League. 

## Clubcarrière

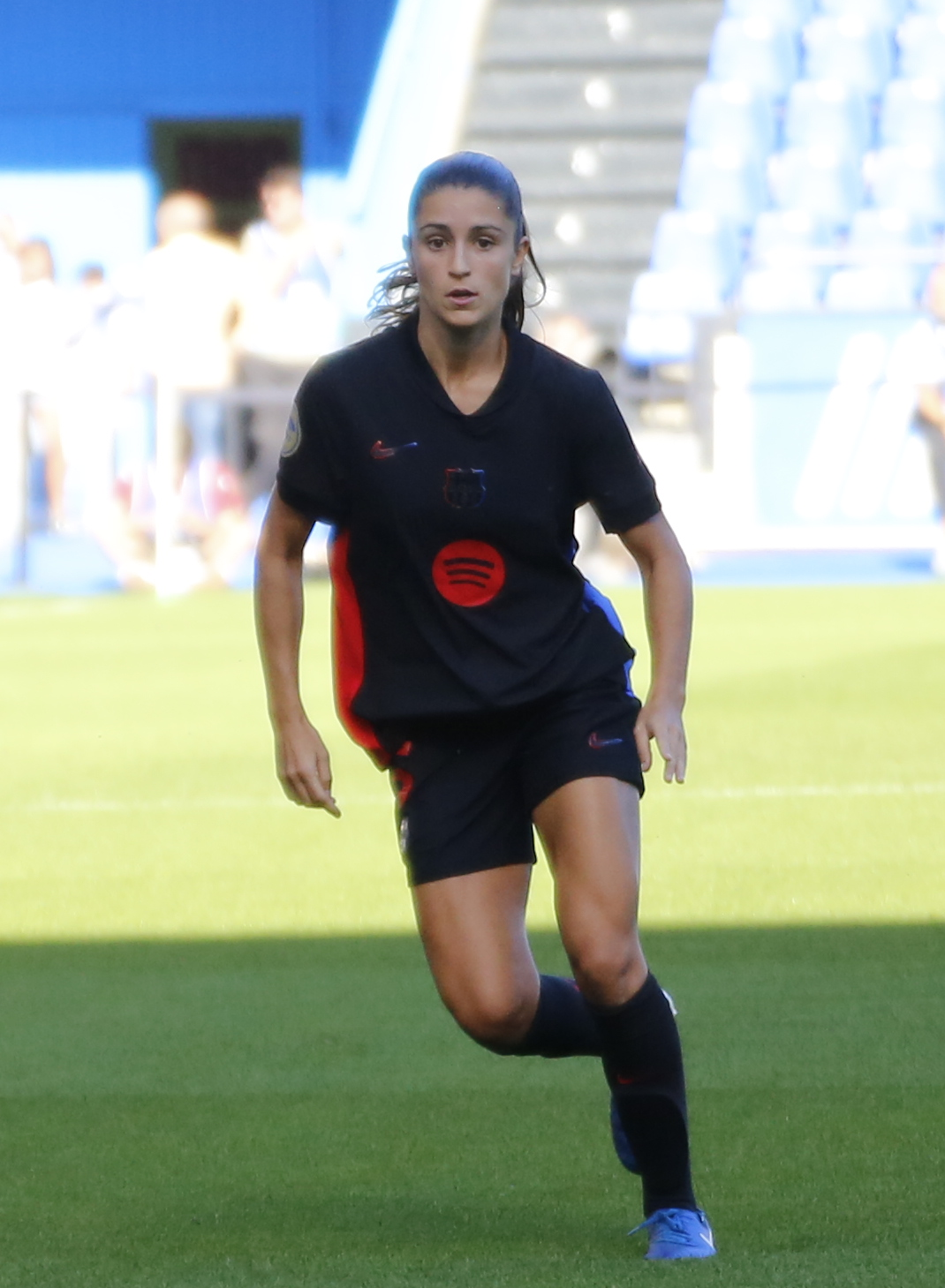
Fernández in 2024

Fernández begon haar carrière in Barcelona's jeugdacademie La Masía op twaalfjarige leeftijd. In november 2018 maakte Fernández haar debuut voor Barcelona. Dit deed ze terwijl ze nog maar 16 jaar en 9 maanden oud was. Ze was daarmee de op één na jongste debutant ooit voor FC Barcelona.
Fernández tekende haar eerste profcontract in de zomer van 2020 bij FC Barcelona, waar ze voor drie seizoenen tekende.
Op 10 maart 2021 maakte Fernández haar debuut in de Champions League in een 5-0 overwinning op Fortuna Hjørring. Dat seizoen won Barcelona voor het eerste in de clubgeschiedenis de Champions League vrouwen. Fernández kwam in de Primera División tot 16 wedstrijden en werd met haar club landskampioen. Op 27 mei 2021 maakte Fernández ook haar debuut in de Copa de la Reina in een 4-0 overwinning op Madrid CFF. Barcelona won dat seizoen de treble door ook de Copa de la Reina te pakken.
In het seizoen 2021-2022 scoorde Fernández haar eerste doelpunt in een 9-1 overwinning op Deportivo Alavés. Op 14 februari 2022 maakte FC Barcelona bekend dat Fernández haar kruisband heeft gescheurd en er daardoor lang uit zal liggen. Fernández kwam dat seizoen tot 2 doelpunten in 18 wedstrijden. Ook in het seizoen 2023/24 kreeg Fernández met meerdere blessures te maken, maar tegen het einde van het seizoen had ze voor een lange tijd een basisplaats in de verdediging van FC Barcelona.
Fernández verliet na het seizoen 2024/25 Spanje en tekende op 16 augustus 2025 een contract bij het naar de Super League gepromoveerde London City Lionesses.

## Statistieken
| Seizoen | Club                  | Land     | Competitie                | Wedstrijden | Doelpunten |
| ------- | --------------------- | -------- | ------------------------- | ----------- | ---------- |
| 2018/19 | FC Barcelona          | Spanje   | Primera División Femenina | 1           | 0          |
| 2019/20 | FC Barcelona          | Spanje   | Primera División Femenina | 0           | 0          |
| 2020/21 | FC Barcelona          | Spanje   | Primera División Femenina | 16          | 0          |
| 2021/22 | FC Barcelona          | Spanje   | Primera División Femenina | 12          | 2          |
| 2022/23 | FC Barcelona          | Spanje   | Primera División Femenina | 6           | 1          |
| 2023/24 | FC Barcelona          | Spanje   | Primera División Femenina | 9           | 0          |
| 2024/25 | FC Barcelona          | Spanje   | Primera División Femenina | 23          | 1          |
| 2025/26 | London City Lionesses | Engeland | Super League              | 0           | 0          |
| Totaal  | Totaal                | Totaal   | Totaal                    | 67          | 5          |

Laatste update: 16 augustus 2025

## Interlandcarrière
Fernández was jeugdinternational voor het het Spaande nationale team onder 17. Ze behoorde tot de selecties voor het EK onder 17 in 2018 en WK onder 17 in 2018. Beide toernooien wist Spanje te winnen.
In 2024 maakte Fernández haar debuut voor het Spanse voetbalelftal door in te vallen in een vriendschappelijke wedstrijd tegen Noorwegen.